# Margaret Adeoye
Margaret Adeoye (née le 22 avril 1985 à Lagos au Nigeria) est une athlète britannique, spécialiste du 400 mètres.

## Biographie
Elle remporte la médaille de bronze du relais 4 × 400 m lors des championnats du monde 2013, à Moscou, en compagnie de Eilidh Child,
Shana Cox et Christine Ohuruogu. L'IAAF annonce le 26 juillet 2017 qu'une cérémonie pour remettre la médaille d'argent aura lieu le 4 août 2017 pendant les Championnats du monde de Londres.
Elle remporte le titre européen du relais 4 x 400 m en juillet 2016 à Amsterdam grâce à sa participation en séries.

## Palmarès
| Date | Compétition                    | Lieu       | Résultat | Épreuve   | Temps         |
| ---- | ------------------------------ | ---------- | -------- | --------- | ------------- |
| 2013 | Championnats du monde          | Moscou     | 2e       | 4 × 400 m | 3 min 22 s 61 |
| 2014 | Championnats du monde en salle | Sopot      | 3e       | 4 × 400 m | 3 min 27 s 90 |
| 2014 | Relais mondiaux de l'IAAF      | Nassau     | 7e       | 4 × 400 m | 3 min 28 s 03 |
| 2014 | Championnats d'Europe          | Zurich     | 3e       | 4 × 400 m | 3 min 24 s 34 |
| 2015 | Relais mondiaux de l'IAAF      | Nassau     | 3e       | 4 × 100 m | 42 s 84       |
| 2016 | Championnats d'Europe          | Amsterdam  | 1re      | 4 x 400 m | séries        |
| 2018 | Jeux du Commonwealth           | Gold Coast |          | 4 x 400 m |               |

## Records
| Épreuve | Performance | Lieu       | Date            |
| ------- | ----------- | ---------- | --------------- |
| 400 m   | 51 s 93     | Birmingham | 13 juillet 2013 |